# Jeff Andrews
Jeff Michael Andrews fue un bajista estadounidense de jazz y jazz fusion.

## Biografía
Uno de los bajistas más destacados de la escena del jazz contemporáneo,  la carrera profesional de Jeff Andrews comienza en 1983, cuando es fichado como bajista por la banda de jazz-rock Blood, Sweat & Tears. Tras sucesivos trabajos de  menor importancia, participa en las orquestas Bob Minzter y Gil Evans y se hace un hueco como músico de sesión entre algunos de los artistas más conocidos de la escena fusion, grabando con músicos como Bob Berg, Michael Brecker o Steps Ahead. En 1990 acompaña al saxofonista Wayne Shorter, y poco después es fichado por el baterista Steve Smith para su banda Vital Information. Al mismo tiempo Mike Stern, quien, en 1993 lo contrata para su trío (con Dave Weckl a la batería) y con quien efectúa cuatro giras mundiales, lo que supone una fuerte impulso para el bajista. En 1994 y hasta 2000 Jeff Andrews pone en marcha un proyecto bajo su nombre, la Jeff Andrews & New Standards Band.
En los últimos años Jeff Andrews ha encaminado su carrera profesional hacia el campo docente.

## Colaboraciones
Jeff Andrews ha trabajado con Joe Zawinul, Bill Evans, Branford Marsalis, Herbie Hancock,
John Scofield, Jack DeJohnette, Jaco Pastorius, Joshua Redman, Larry Coryell, Dave Sanborn, Hermeto Pascal, Milton Nascimento, Lew Soloff, Blood Sweat & Tears, Bob Malach, Steve Slagle, Victor Lewis, McCoy Tyner, Adam Nussbaum, Ritchie Morales, Airto Moriera, Kenny Kirkland, Omar Hakim, Tom Coster, Lew Soloff, Mike Mainieri, Peter Erskine, Franke Malabay, Robben Ford, John Reilly, Jeff Watts, Ben Reilly, Bob Moses, George Cables, Joe Lock, Alex Foster, Randy Brecker, Jim Beard, Donald Byrd, Manolo Badrena, Kenny Warner, Spiro Gyra, Dave Samuels, Brian Blade, Dave Kakowski o Joey Calderazzo.

## Discografía
- 2001: Debbie Deanne, Debut, Escapade.
- 1998: Vital Information, Where We Come From, Intuition.
- 1997: Baba Olatunji, Drum Love Talk.
- 1997: Mike Stern, Between The Lines, Atlantic.
- 1996: Vital Information, Ray of Hope, Intuition.
- 1994: Tom Coster, The Forbidden Zone, JVC.
- 1993: Vital Information, Easier Done Than Said, Manhattan.
- 1992: Steps Ahead, Yin Yang, NYC Label.
- 1992: Bob Mintzer, I Remember Jaco, BMG.
- 1992: Jimi Tunnel, Jimi Tunnel, Pioneer.
- 1991: Eliane Alias, A Long Story, Blue Note Records.
- 1991: Haru Takuchi, 10 Billion Stars, Toshiba EMI.
- 1990: Joe Locke, Longing, Steeple Chase.
- 1990: Haru Takuchi, Galactic Odyssey, Toshiba EMI.
- 1989: Mike Stern, Jigsaw, Atlantic.
- 1988: Michael Brecker, Don't Try This At Home, Impulse-MCA.
- 1988: Michael Brecker Band, Live In Berlin, German Independent.
- 1988: Mike Stern, Time And Place, Atlantic.
- 1988: Bireli Lagrene, Foreign Affairs, Blue Note.
- 1988: Bob Berg, Cycles, Denon.
- 1987: Bob Berg, Bob Berg, Denon.
- 1986: Mike Stern, Mike Stern, Atlantic.
- 1985: Special EFX, Slice of Life, GRP/ Mistique, GRP / Modern Manners.